# Петар Андријић
Петар Андријић (15. век – 16. век.) је припадник познате корчуланске градитељске и клесарске породице Андријић из које потичу Андрија Марковић, Марко Андријић, Никола Блажев, Јосип Марков. У документима се спомиње у периоду између 1492. и 1553. године. Син је Марка Андријића, а унук Андрије Марковића.
Од 1520. године радио је на поправкама Кнежевог двора. Радио је на дворишним аркадама где израђује шест октогоналних стубова за галерију на спрату и један ваљкасти стуб у приземљу.
У Дубровнику почиње да гради Цркву светог Спаса 1520. године.  У Стону уређује градске солане 1526. године. У дворишту летњиковца племићке породице Бунић у Ријеци дубровачкој 1538. године гради капелицу и израђује круниште бунара. У исто време радио је и камену пластику за дубровачку цркву Благовијести крај врата од Плоча.
Такође му се приписују и две северне капеле фрањевачке цркве у Хвару.